# Jefferson, Iowa
Jefferson är administrativ huvudort i Greene County i den amerikanska delstaten Iowa. Orten fick sitt namn efter Thomas Jefferson.